# The Dawn of the Black Hearts
 (novembre 2017).
Si vous disposez d'ouvrages ou d'articles de référence ou si vous connaissez des sites web de qualité traitant du thème abordé ici, merci de compléter l'article en donnant les références utiles à sa vérifiabilité et en les liant à la section « Notes et références ».
Albums de Mayhem
De Mysteriis Dom Sathanas
(1994) Out from the Dark
(1995)
Dawn of the Black Hearts est un album pirate du groupe de black metal norvégien Mayhem.
Il est enregistré, en live, le 28 février 1990 à Sarpsborg, en Norvège et paraît en vinyle, dans une édition limitée à 300 exemplaires, chez Warmaster Records en février 1995.

## Présentation
Bien qu'il soit un bootleg, donc un album non officiel, cet opus est très connu et est, pour quasiment tous les fans de Mayhem de la première heure, un des plus grands albums du groupe, cela est dû, notamment, au fait que ce soit un des rares disques du groupe avec Dead au chant[réf. nécessaire].
Cette notoriété lui vaut, par ailleurs, d'être le seul bootleg à bénéficier d'une entrée sur le site de référence du genre, Encyclopaedia Metallum, The Metal Archives.
L'album est célèbre pour avoir porté, sur la pochette, une photo du cadavre de Dead, chanteur du groupe, juste après son suicide. En effet, le 8 avril 1991, Øystein Aarseth, alias Euronymous, guitariste du groupe, découvre le corps et le prend en photo. Ces photos sont ensuite volées afin de servir de couverture au pirate.
L'édition originale contient huit chansons et la pochette est marquée du logo du groupe et du titre de l'album en lettres dorées.

### Rééditions
L'album est réédité plusieurs fois, toujours illégalement, par diverses maisons de disques indépendantes, en faisant l'un des albums les plus piratés de l'histoire du metal.
Pour partie, ces rééditions, au format CD, incluent 4 titres live en bonus, dont 2 reprises du groupe Celtic Frost et 2 de Venom. Ces morceaux ont initialement été enregistrés lors d'un concert à Ski, en Norvège, en 1985, avec Messiah au chant. La plupart des rééditions affirment, cependant à tort, que ces quatre chansons proviennent d'un spectacle à Lillehammer, avec Maniac au chant.
Par ailleurs, elles combinent Danse Macabre et Black Metal en une seule piste, une singularité qui se produit sur de nombreuses versions de ce bootleg.
En 2017, Dawn of the Black Hearts est, une nouvelle fois, réédité en vinyle 8 titres, par Peaceville Records mais son titre change pour Live In Sarpsborg et bénéficie d'une pochette différente et plus sobre.

## Liste des titres
Liste originale des morceaux (enregistrée en 1990 avec Dead et Hellhammer en tant que, respectivement, chanteur et batteur)
|       | 'Face A'                |      |
| A1.   | Deathcrush              | 3:36 |
| A2.   | Necrolust               | 4:19 |
| A3.   | Funeral Fog             | 6:38 |
| A4.   | Freezing Moon           | 6:06 |
|       | 'Face B'                |      |
| B1.   | Carnage                 | 4:18 |
| B2.   | Buried by Time and Dust | 5:46 |
| B3.   | Chainsaw Gutsfuck       | 3:59 |
| B4.   | Pure Fucking Armageddon | 3:15 |
| 37:57 |                         |      |

| Titres bonus réédition CD - Live at Follorocken in Ski, Norway, 20/4, 1985 (Live In Lillehammer, 1986) | Titres bonus réédition CD - Live at Follorocken in Ski, Norway, 20/4, 1985 (Live In Lillehammer, 1986) | Titres bonus réédition CD - Live at Follorocken in Ski, Norway, 20/4, 1985 (Live In Lillehammer, 1986) | Titres bonus réédition CD - Live at Follorocken in Ski, Norway, 20/4, 1985 (Live In Lillehammer, 1986) | Titres bonus réédition CD - Live at Follorocken in Ski, Norway, 20/4, 1985 (Live In Lillehammer, 1986) | Titres bonus réédition CD - Live at Follorocken in Ski, Norway, 20/4, 1985 (Live In Lillehammer, 1986) | Titres bonus réédition CD - Live at Follorocken in Ski, Norway, 20/4, 1985 (Live In Lillehammer, 1986) | Titres bonus réédition CD - Live at Follorocken in Ski, Norway, 20/4, 1985 (Live In Lillehammer, 1986) | Titres bonus réédition CD - Live at Follorocken in Ski, Norway, 20/4, 1985 (Live In Lillehammer, 1986) | Titres bonus réédition CD - Live at Follorocken in Ski, Norway, 20/4, 1985 (Live In Lillehammer, 1986) |
| No | Titre                                                                                                  | Durée                                                                                                  | | | | | | | |
| --- | --- | --- | --- | --- | --- | --- | --- | --- | --- |
| 9a. | Danse Macabre (reprise de Celtic Frost)                                                                | 1:10                                                                                                   | | | | | | | |
| 9b. | Black Metal (reprise de Venom)                                                                         | 3:00                                                                                                   | | | | | | | |
| 10. | Procreation (Of the Wicked) (reprise de Celtic Frost)                                                  | 2:40                                                                                                   | | | | | | | |
| 11. | Welcome to Hell (reprise de Venom)                                                                     | 3:46                                                                                                   | | | | | | | |
| 48:30                                                                                                  | | | | | | | | | |

| Titres bonus - Compilation non officielle (2010) | Titres bonus - Compilation non officielle (2010) | Titres bonus - Compilation non officielle (2010) | Titres bonus - Compilation non officielle (2010) | Titres bonus - Compilation non officielle (2010) | Titres bonus - Compilation non officielle (2010) | Titres bonus - Compilation non officielle (2010) | Titres bonus - Compilation non officielle (2010) | Titres bonus - Compilation non officielle (2010) | Titres bonus - Compilation non officielle (2010) |
| No                                               | Titre                                            | Durée                                            |                                                  |                                                  |                                                  |                                                  |                                                  |                                                  |                                                  |
| ------------------------------------------------ | ------------------------------------------------ | ------------------------------------------------ | ------------------------------------------------ | ------------------------------------------------ | ------------------------------------------------ | ------------------------------------------------ | ------------------------------------------------ | ------------------------------------------------ | ------------------------------------------------ |
| 9.                                               | Deathcrush                                       | 3:26                                             |                                                  |                                                  |                                                  |                                                  |                                                  |                                                  |                                                  |
| 10.                                              | Necrolust                                        | 3:36                                             |                                                  |                                                  |                                                  |                                                  |                                                  |                                                  |                                                  |
| 11.                                              | Freezing Moon                                    | 5:28                                             |                                                  |                                                  |                                                  |                                                  |                                                  |                                                  |                                                  |
| 12.                                              | Chainsaw Gutsfuck                                | 3:30                                             |                                                  |                                                  |                                                  |                                                  |                                                  |                                                  |                                                  |
| 13.                                              | Pure Fucking Armageddon                          | 3:04                                             |                                                  |                                                  |                                                  |                                                  |                                                  |                                                  |                                                  |
| 14.                                              | Unreleased Track                                 | 4:21                                             |                                                  |                                                  |                                                  |                                                  |                                                  |                                                  |                                                  |
| 15.                                              | Freezing Moon                                    | 6:20                                             |                                                  |                                                  |                                                  |                                                  |                                                  |                                                  |                                                  |
| 16.                                              | Carnage                                          | 3:47                                             |                                                  |                                                  |                                                  |                                                  |                                                  |                                                  |                                                  |
| 71:30                                            |                                                  |                                                  |                                                  |                                                  |                                                  |                                                  |                                                  |                                                  |                                                  |

Notes
- Titres nos 9 à 14 : Répétition de Mayhem à partir de 1988, peu après que Dead et Hellhammer se soient joints au groupe et l'une des premières répétitions les incluant au groupe.
- Titres nos 15 et 16 : Les deux titres de Mayhem extraits de la compilation Projections of a Stained Mind sortie chez CBR Records en 1991[8] et uniques morceaux studio que le groupe ait jamais enregistré avec Dead au chant.

### Membres du groupe
- Dead : chant
- Hellhammer : batterie
- Necrobutcher : basse
- Euronymous : guitare